# 기리메촌
기리메촌(切目村)은 와카야마현 히다카군에 설치되었던 촌이다. 현재의 이나미정에 해당한다.

## 역사
- 1889년 4월 1일 - 정촌제 시행에 의해 2촌의 구역을 가지고 성립하였다.
- 1956년 9월 30일 - 기리메촌의 일부와 합병해 기리메가와촌이 성립하여, 동일 이나하라촌은 폐지되었다.

## 교통

### 철도
- 일본국유철도
  - 기세이 니시선 (현 기세이 본선)

### 도로
현재는 한와자동차도가 구촌 지역을 통과하지만, 당시에는 미개통 상태였다.

## 참고문헌
- 角川日本地名大辞典 30 和歌山県